# Rund um den Henninger-Turm 1995
Il Rund um den Henninger-Turm 1995, trentaquattresima edizione della corsa, si svolse il 1º maggio 1995, con partenza e arrivo a Francoforte sul Meno. Sesta prova della Coppa del mondo di ciclismo su strada 1995, fu vinto dall'italiano Francesco Frattini della squadra Gewiss-Ballan davanti al tedesco Jens Heppner e all'altro italiano Massimo Podenzana.

## Ordine d'arrivo (Top 10)
| Pos. | Corridore          | Squadra          | Tempo    |
| ---- | ------------------ | ---------------- | -------- |
| 1    | Francesco Frattini | Gewiss-Ballan    | 6h25'05" |
| 2    | Jens Heppner       | Deutsche Telekom | s.t.     |
| 3    | Massimo Podenzana  | Brescialat-Fago  | a 3"     |
| 4    | Andrea Tafi        | Mapei-GB         | a 31"    |
| 5    | Enrico Zaina       | Carrera-Tassoni  | s.t.     |
| 6    | Bruno Cenghialta   | Gewiss-Ballan    | s.t.     |
| 7    | Maurizio Fondriest | Lampre-Panaria   | a 54"    |
| 8    | Johan Museeuw      | Mapei-GB         | s.t.     |
| 9    | Stefano Zanini     | Gewiss-Ballan    | s.t.     |
| 10   | Beat Zberg         | Carrera-Tassoni  | s.t.     |